# チリの闘い
『チリの闘い』（スペイン語: La batalla de Chile, la lucha de un pueblo sin armas, 英語: The Battle of Chile）は、パトリシオ・グスマン監督による三部構成のドキュメンタリー映画。
第一部『ブルジョワジーの叛乱』（La insurrección de la burguesía、1975年公開）、第二部『クーデター』（El golpe de estado、1976年公開）、第三部『民衆の力』（El poder popular、1979年公開）から成る。
チリにおける1973年の政治変動を編年史的に描く。サルバドール・アジェンデ大統領が率いる社会主義政権が、アメリカ合衆国から支援を受けた軍部のチリ・クーデターに敗北する記録。および、労働者・農民が「民衆の力」を組織していく姿を追った記録である。
グルノーブルドキュメンタリー映画祭グランプリなどを受賞（第一部と第二部）。